# Автомобильный дизайн

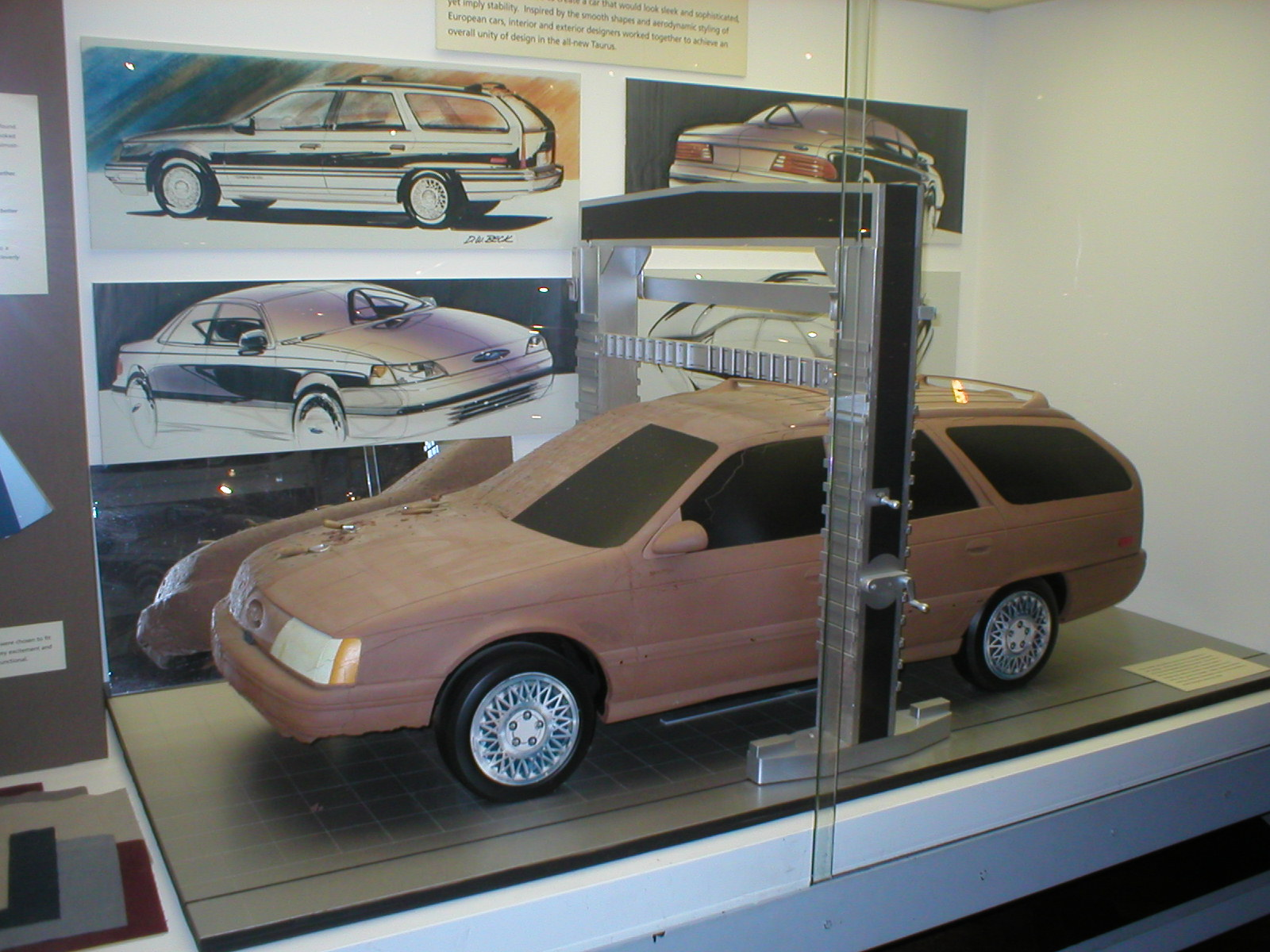

Автомобильный дизайн (англ. Automotive design, в СССР художественное конструирование автомобиля) — художественно-проектная деятельность по созданию оригинальной, функционально оправданной, устойчивой к влияниям времени формы автомобиля.

## История
В конце 20-х г., в США было положено начало художественному конструированию автомобиля. Одной из первых задач художников конструкторов было снижение уровня пола, а следовательно, и общей высоты автомобиля.
Первыми стали систематически и целенаправленно заниматься художественным конструированием автомобиля американцы. В 1926 г. концерн General Motors создал группу по художественному конструированию, а уже в следующем, 1927 г. была выпущена модель La Salle, спроектированная художниками-конструкторами. Её успех, как отметили современники, дал профессии дизайнера отличную рекламу.
Основоположником советской школы автомобильного дизайна считается Юрий Аронович Долматовский.
В 1964—1965 гг. в отделе художественного конструирования технического центра General Motors работало 1400 дизайнеров, в концерне Ford — 875.
В промышленно развитых странах Европы и Японии художественное конструирование получило широкое распространение в послевоенные годы как средство сохранения старых и завоевывания новых рынков сбыта.

## Теория

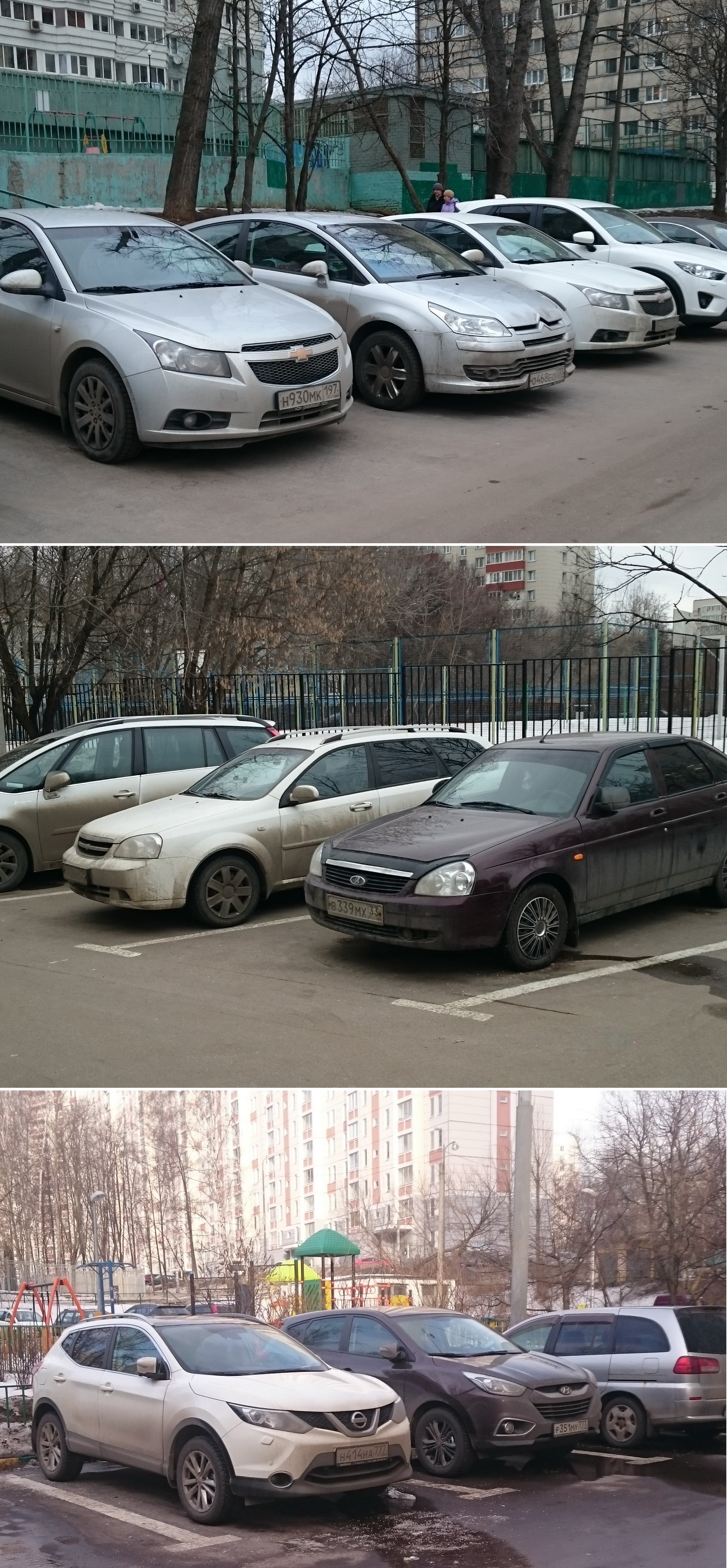
Автомобили разных марок, выпущенные в одно и то же время, часто имеют сходные черты дизайна экстерьера

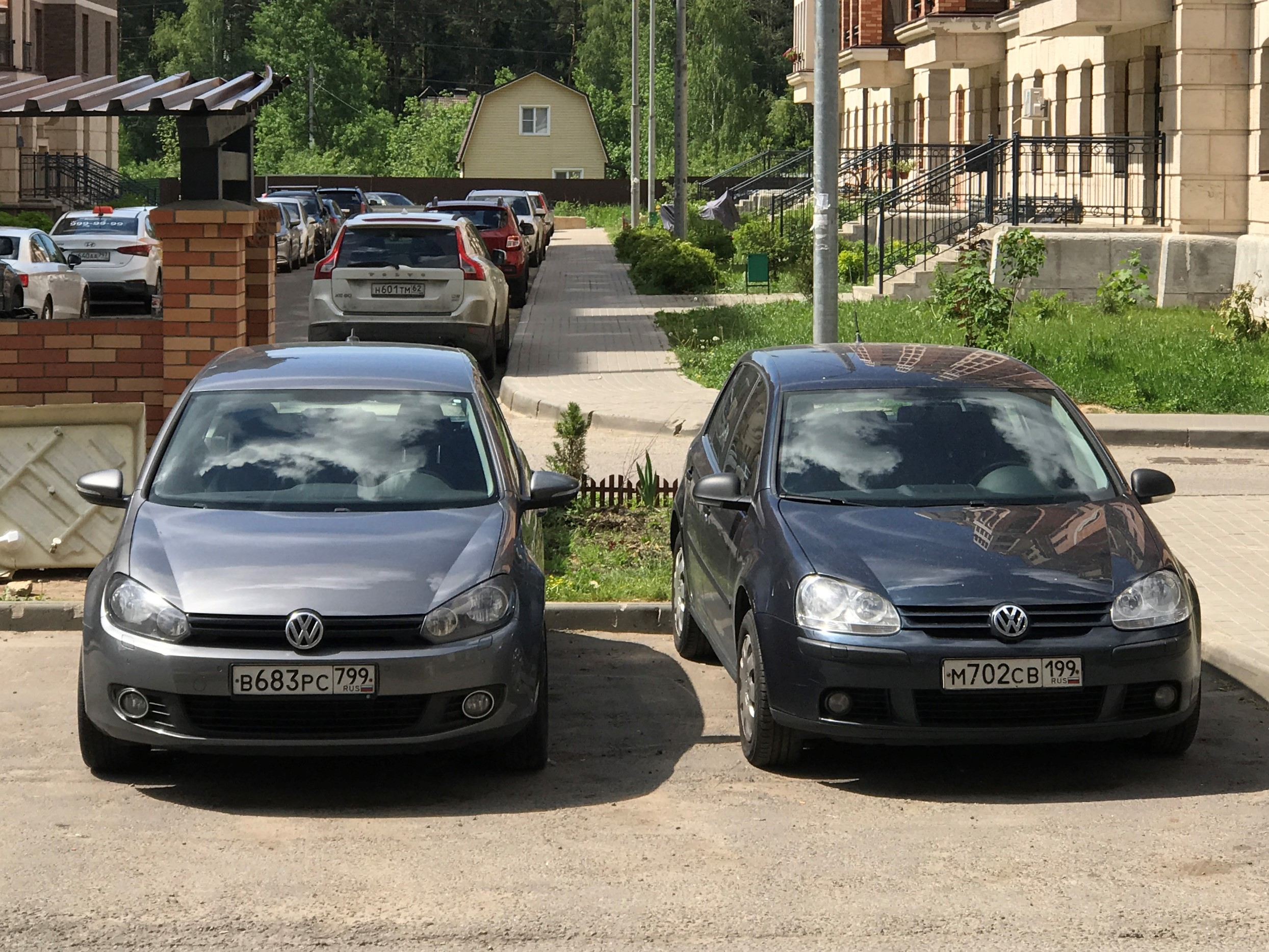
Дизайн моделей автомобилей часто меняется эволюционно, с сохранением черт, присущих предыдущему поколению (справа Volkswagen Golf 5-го поколения, слева - 6-го)

Задача художественного конструирования заключается в создании рационального изделия, максимально соответствующего условиям эксплуатации и требованиям технологии. Форма изделия должна быть функционально оправданной.

### Внешний вид
Форма автомобиля зависит от компоновки и конструкции, от применяемых материалов и технологии изготовления кузова. В свою очередь, возникновение нового дизайна заставляет искать новые технологические приемы и новые материалы. На развитие формы автомобиля воздействуют социально-экономические факторы и, в силу особого качества автомобиля — его «престижности», мода.
Существует прямая последовательность зависимость между размерами и стоимостью автомобиля: чем больше, тем дороже. Предпринимателю всегда выгодно выпускать дорогой автомобиль.

## Конструкторские автомобильные фирмы
- Bertone
- BMC
- Cardi
- Castagna
- Coggiola
- Colani
- DC Design
- EDAG
- Fioravanti
- Ghia
- Heuliez
- I.A.D.
- I.DE.A
- IED
- Italdesign
- Karmann
- Michelotti
- Pininfarina
- Rinspeed
- Sbarro
- Spada
- Stola
- Torino Design
- Zagato
- Zender

## Дизайнеры авто
- Джорджетто Джуджаро
- Раймонд Лоуи
- Алек Иссигонис
- Баттиста Фарина «Пинин»
- Луиджи Колани
- Вальтер Мария де Сильва
- Бруно Сакко
- Петер Шрайер